# George Hastings
Pour les articles homonymes, voir Hastings.
George Hastings, 8e comte de Huntingdon (1677-1705) est le fils de Theophilus Hastings (7e comte de Huntingdon) et Elizabeth Lewis. Il succède à son père en 1701 et meurt de fièvre maligne le 22 février 1705, âgé de 27 ans et célibataire.

## Biographie
Il fait ses études à la Foubert's Academy et au Wadham College, à Oxford . Du 14 mars 1702 au 2 mars 1703, il est colonel du régiment de Huntingdon. C'est le premier des régiments nouvellement levés, après que la reine Anne ait autorisé la levée de 15 nouveaux régiments en 1702, à passer outre-mer. Le régiment est affecté en Hollande pendant la Guerre de Succession d'Autriche. Il participe à de nombreuses campagnes à travers l'Europe et remporte son premier honneur lors de la bataille de Dettingen en 1743. Les régiments sont officiellement numérotés en 1751 et il devient le 33e régiment d'infanterie (First West Riding Regiment) . 